# ایان برد
ایان برد (انگلیسی: Ian Baird؛ زادهٔ ۱ آوریل ۱۹۶۴) بازیکن فوتبال اهل بریتانیا است.
از باشگاه‌هایی که در آن بازی کرده‌است می‌توان به باشگاه فوتبال نیوکاسل یونایتد، باشگاه فوتبال پورتسموث، باشگاه فوتبال بریستول سیتی، باشگاه فوتبال لیدز یونایتد، باشگاه فوتبال ساوت‌همپتون، باشگاه فوتبال هارت آف میدلوتیان، باشگاه فوتبال پلیموث آرگیل، باشگاه فوتبال میدلزبرو، باشگاه فوتبال برایتون اند هوو آلبیون، و باشگاه فوتبال کاردیف سیتی اشاره کرد.